# 三ヶ日駅
三ヶ日駅（みっかびえき）は、静岡県浜松市浜名区三ヶ日町三ヶ日にある、天竜浜名湖鉄道天竜浜名湖線の駅である。

## 歴史
- 1936年（昭和11年）12月1日：鉄道省二俣西線（後の二俣線）の終着駅として開設[1]。旅客・貨物取扱開始[1]。
- 1938年（昭和13年）4月1日：二俣西線当駅 - 金指駅間延伸、途中駅となる。
- 1970年（昭和45年）6月1日：貨物取扱廃止[1]。
- 1984年（昭和59年）2月1日：荷物扱い廃止[1]。
- 1987年（昭和62年）3月15日：第三セクター転換に伴い、天竜浜名湖鉄道の駅となる[1]。
- 2011年（平成23年）1月26日：駅舎が国の登録有形文化財に登録[2]。

## 駅構造
単式・島式ホーム2面3線を有する地上駅。
業務委託駅。駅舎が、国の登録有形文化財に登録されている。レンタサイクルが用意されている。

### のりば
| ホーム | 路線          | 方向 | 行先                     | 備考 |
| ------ | ------------- | ---- | ------------------------ | --- |
| 1      | ■天竜浜名湖線 | 上り | 金指・天竜二俣・掛川方面 | |
| 2・3   | ■天竜浜名湖線 | 下り | 新所原方面               | 3番線は休日運行のトロッコ列車"そよかぜ"のホームとなっていたが、 列車の運転取り止めによって指定が解除されている。 |

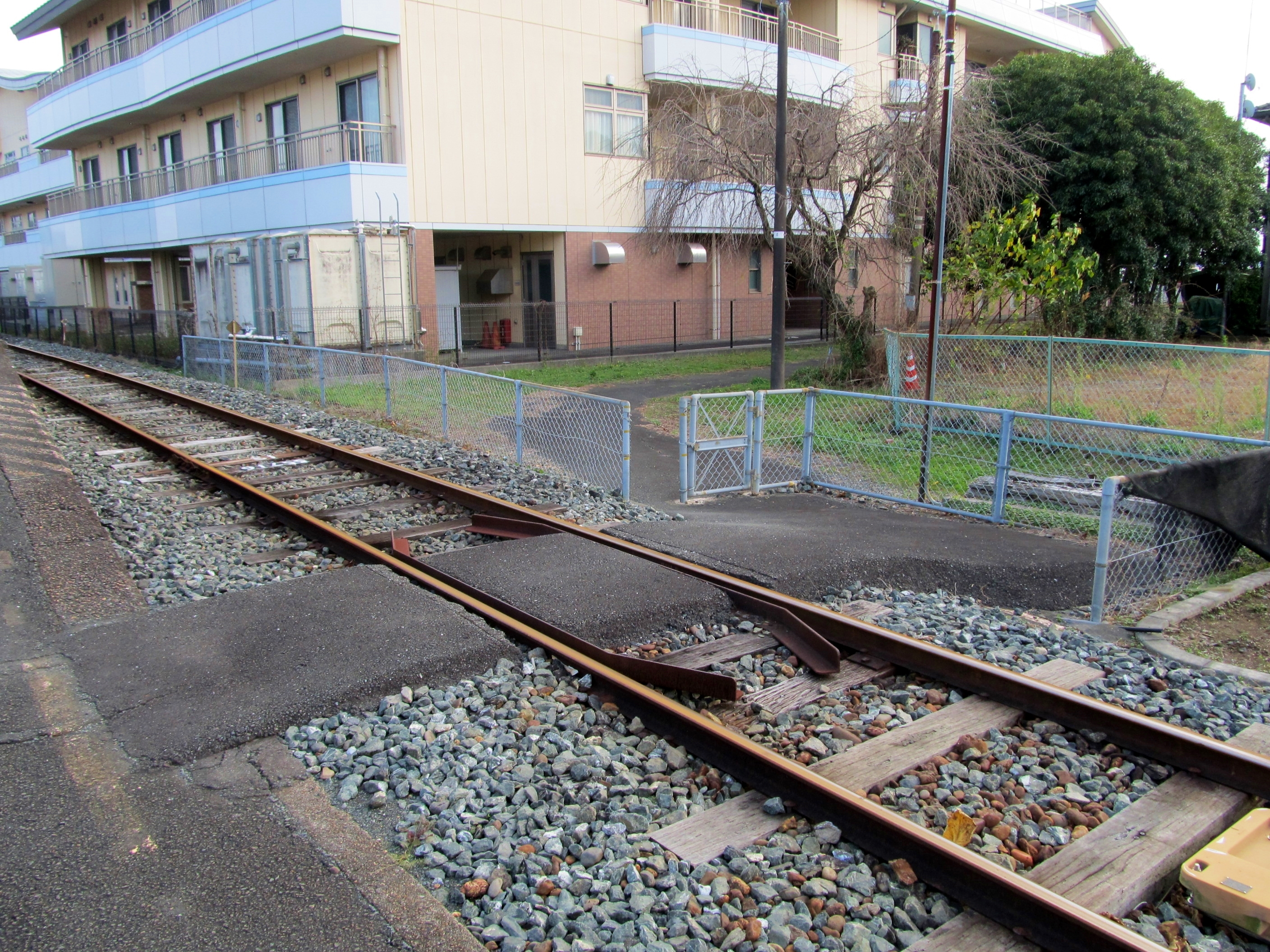
駅舎反対側からの出入口
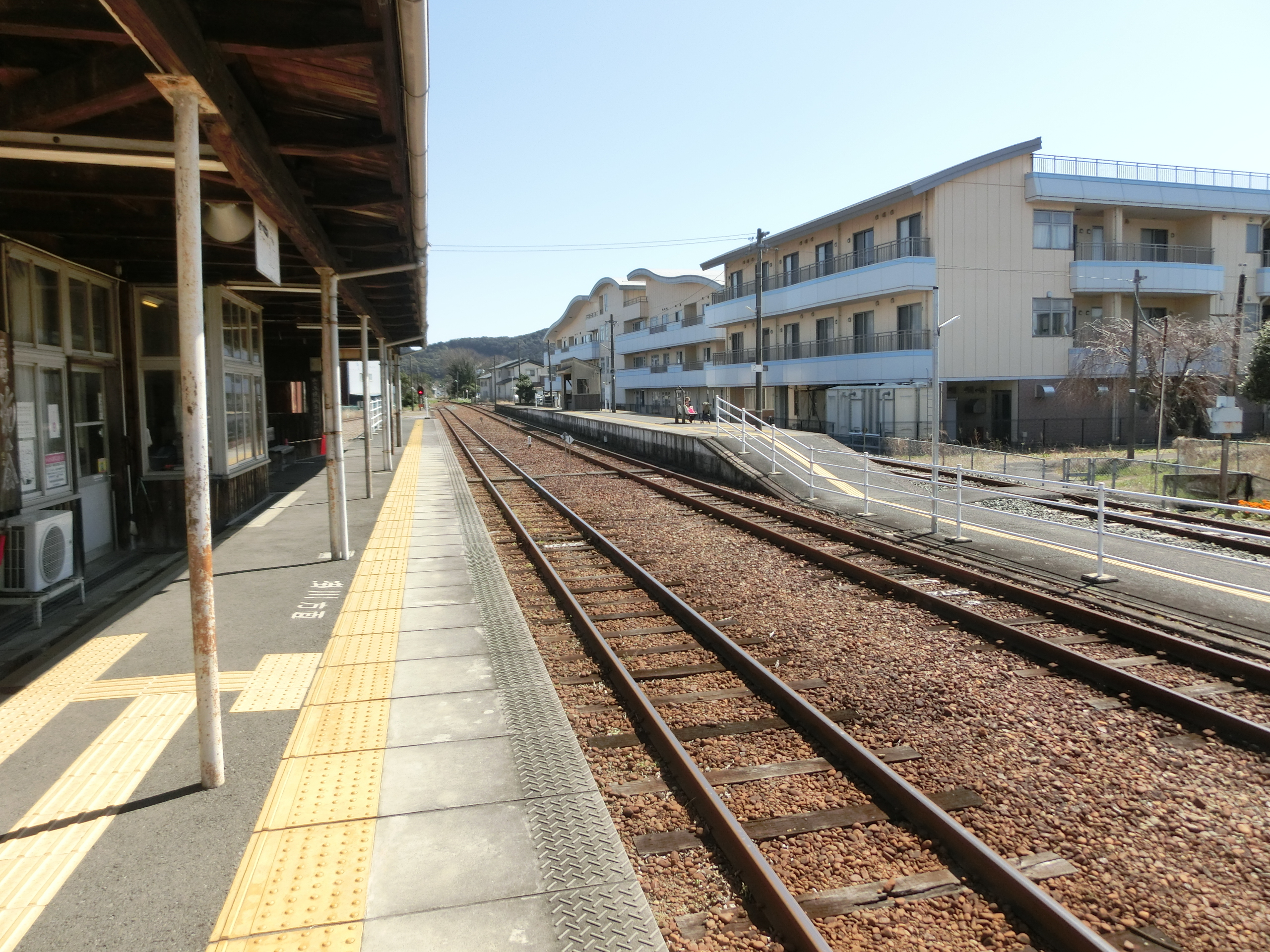
ホーム

## 利用状況
静岡県統計年鑑によれば、2018年度の1日平均乗車人員は191人であった。天浜線の駅の中で6番目に多い。
近年の1日平均乗車人員の推移は以下の通り。
| 乗車人員推移 | 乗車人員推移    |
| 年度         | 1日平均乗車人員 |
| ------------ | --------------- |
| 2007         | 267             |
| 2008         | 284             |
| 2009         | 272             |
| 2010         | 276             |
| 2011         | 238             |
| 2012         | 229             |
| 2013         | 245             |
| 2014         | 248             |
| 2015         | 226             |
| 2016         | 218             |
| 2017         | 210             |
| 2018         | 191             |

## 駅周辺
浜名区三ヶ日町の中心駅。駅の真北に三ヶ日の市街地がある。
施設
- 浜松市浜名区役所 三ヶ日支所（旧・三ケ日町役場）
- 三ヶ日郵便局
- 浜松市立三ヶ日西小学校
- 浜松市立三ヶ日中学校
- 濱名惣社神明宮[3]

交通
- 国道362号
- 東名高速道路

バス路線
- 浜松市三ヶ日地域バス（三ヶ日オレンジふれあいバス）南線・北線「三ヶ日駅」停留所 - 総合福祉センター行（循環）
- 遠鉄バス40気賀三ヶ日線「東天王」停留所：浜松駅行（気賀駅前に寄らず）、三ヶ日車庫行

## 登場する作品
- コカ・コーラCM（桑田佳祐『白い恋人達』）：CM撮影時にはセットで屋根が建てられた

## 隣の駅
天竜浜名湖鉄道
■天竜浜名湖線
都筑駅 - 三ヶ日駅 - 奥浜名湖駅